# Tecnica del poliziotto buono - poliziotto cattivo
La  tecnica del poliziotto buono - poliziotto cattivo, conosciuta negli ambienti militari britannici come  Mutt and Jeff (dall'omonimo fumetto) oppure come joint questioning o friend and foe è una tattica psicologica utilizzata negli interrogatori.
Consiste in una squadra di due interroganti che si approcciano al soggetto in modo diametralmente opposto. Gli interroganti possono parlare con l'interrogato alternativamente o allo stesso tempo.

## Descrizione
Il poliziotto cattivo adotta un atteggiamento aggressivo nei confronti del soggetto, con commenti sprezzanti, giochetti e suscitando in generale un senso di antipatia. A questo punto interviene il poliziotto buono, apertamente amichevole, comprensivo in modo da suscitare simpatia nell'interrogato che viene spesso anche difeso dalle prepotenze del poliziotto cattivo. Il soggetto è dunque spinto a collaborare dal senso di gratitudine verso il poliziotto buono e dalla paura di una reazione negativa del poliziotto cattivo.
La tecnica, se conosciuta, è facilmente riconoscibile, ma rimane utile contro soggetti giovani, impauriti o sprovveduti. L'utilizzo della tecnica comporta però un certo grado di rischio, se infatti è riconosciuta dal soggetto esso può considerarsi offeso e insultato e rendere meno probabile una sua collaborazione. La tecnica, per poter essere ben attuata in un contesto lavorativo complesso, richiede la partecipazione di un addetto esperto in gestione delle risorse umane oltre a un manager diretto superiore del dipendente 'oggetto' del colloquio.

## Utilizzo
La tecnica, oltre che negli interrogatori, è ampiamente usata come forma di mobbing nei luoghi di lavoro, in particolare all'interno di grandi multinazionali o aziende di pochi scrupoli. Viene solitamente adottata nei confronti di dipendenti di basso livello, inesperti o comunque ritenuti scarsamente intelligenti per indurli, colpevolizzandoli, alle dimissioni volontarie o ad accettare mansioni e situazioni contrarie alla propria volontà (ad es. trasferimento della sede di lavoro, demansionamento, mancate promozioni o passaggi di carriera, ecc.).
Questa tecnica è utilizzata anche in politica, es. quando i governi fanno azioni da molti non condivise o contraddistinte da poca umanità, viene data risonanza alla voce di altri membri appartenenti ai partiti della medesima  coalizione governativa per contentare gli elettori non concordi nel merito delle suddette azioni.